# Danys Báez
Pour les articles homonymes, voir Baez et Gonzalez.
Danys Báez González, né le 10 septembre 1977 à Pinar del Río (Cuba), est un joueur cubain de baseball évoluant en Ligue majeure de baseball depuis 2001. Il est présentement agent libre. 

## Carrière
Cet international cubain profite de la tenue des Jeux panaméricains au Canada en 1999 pour fuir Cuba. Les Cleveland Indians l'engage le 5 novembre 1999. Après une bonne saison en Triple-A sous les couleurs des Buffalo Bisons, Baez est appelé en Ligue majeure en 2001. Il fait ses débuts à ce niveau le 13 mai. Devenu titulaire en 2002, il hérite du poste de stoppeur en fin de saison. Baez alterne entre relève et rôle de stoppeur en 2003 ; il compte 25 sauvetages cette saison-là.
Devenu agent libre à la fin de la saison 2003, Baez signe chez les Devil Rays de Tampa Bay où il occupe le poste de stoppeur. Excellent dans ce rôle (41 sauvetages en 2005), il est sélectionné au match des étoiles 2005 puis est échangé aux Dodgers de Los Angeles le 14 janvier 2006. Baez ne se fixe pas chez les Dodgers où il ne reste qu'une demi-saison (9 sauvetages pour 46 matchs joués dont 27 fins de parties) avant d'effectuer un crochet par Atlanta où il termine la saison 2006 en ne prenant part qu'à onze matchs.
Devenu agent libre, Baez signe chez les Orioles de Baltimore le 27 novembre 2006. Très moyen en 2007 malgré un salaire annuel de près de six millions de dollars, Baez disparait du jeu en 2008. Blessé lors de l'entraînement de printemps en mars 2008, il rate l'ensemble de la saison et est réintégré à l'effectif actif des Orioles en 2009.
Après une saison et demie avec les Phillies de Philadelphie, il est libéré le 1er août 2011.